# 1774 en France
Chronologie de la France
- 1770
- 1771
- 1772
- 1773
- 1774
- 1775
- 1776
- 1777
- 1778

Cette page concerne l’année 1774 du calendrier grégorien.

## Événements
- 28 janvier : le duc d’Aiguillon devient secrétaire d’État de la guerre[1].
- 30 mars : création de la criée et du parquet à la Bourse de Paris. Les cours doivent désormais être obligatoirement criés, afin d’améliorer la transparence des opérations[2].
- 25 avril : Avignon et le Comtat sont rendus au pape par la France[3].
- 26 avril : le bail des fermes générales est renouvelé par arrêt du conseil au profit de Jean-Laurent David, pour six ans, à partir du 1er octobre, pour 152 millions de livres[4].

- 10 mai : mort dans une relative indifférence de Louis XV. Début du règne de Louis XVI (fin en 1792). Il choisit des ministres réformateurs (juillet-août)[5].
- 12 mai : Maurepas devient conseiller intime du roi[6].
- 30 mai : Louis XVI renonce au « droit de joyeux avènement », impôt perçu lors de l’accession au trône d’un nouveau roi. La reine renonce au « droit de ceinture »[7].
- 2 juin : démission du duc d’Aiguillon[6].
- 5 juin : le comte de Muy est nommé ministre de la guerre[8].

- Été : mauvaises récoltes[9].
- 20 juillet : Turgot à la Marine[10].

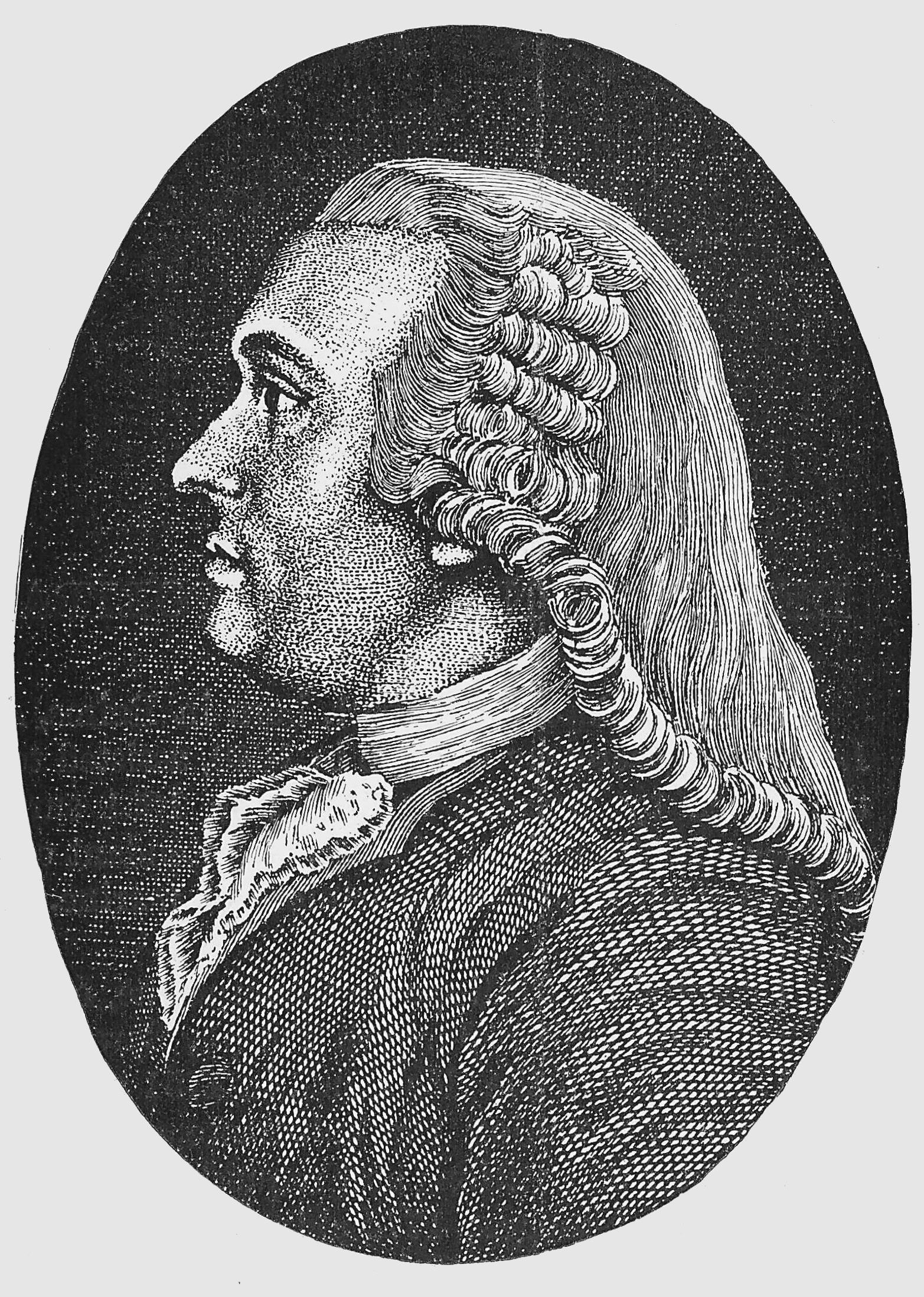
Turgot supprime certains des impôts les plus lourds et entreprend des réformes financières et judiciaires. Il veut réformer les finances en établissant un impôt unique appliqué a toutes les propriétés, sans distinction de privilèges. Il souhaite l’augmentation des revenus individuels, et supprime pour cela tout le système réglementaire qui pèse sur la production (liberté de travail, libre circulation). Pour faire adhérer les producteurs à ses projets, il propose une large réforme administrative visant à établir à tous les niveaux de l’administration des organismes élus suivant un système censitaire, disposant d’attributions consultatives, au risque de provoquer la rupture de la société d’ordre.

- 21 juillet : Vergennes est nommé aux Affaires étrangères[1].
- 24 août : « Saint-Barthélémy des ministres ». Disgrâce du chancelier de Maupeou, contraint de s’exiler sur ses terres. Miromesnil devient Garde des Sceaux. Terray est renvoyé et Turgot, remplacé à la marine par Sartine, devient contrôleur général des finances[11]. À sa sortie de charge, Terray laisse une situation financière saine. Le déficit budgétaire est réduit, voire annulé jusqu’en 1778 (100 millions en 1769, 30 millions en 1774, 22 en 1776). Les dettes de l’État sont réduites de 20 millions[12].
- 26 août : Turgot devient ministre d’État[11].
- 13 septembre : Turgot rétablit la liberté du commerce des grains à l’intérieur[13].
- 25 septembre : Turgot réduit les attributions de la ferme générale par la création par arrêt du Conseil d’une nouvelle régie des domaines engagés[13].
- 12 novembre : rétablissement des anciens parlements lors d’un lit de justice tenu à Versailles. Les mesures du parlement Maupeou sont validées[14].
- 15 décembre : vente et adjudication des bois de haute futaie, de ligne, de décoration et taillis en massifs, dont sont plantés les jardins de Versailles et de Trianon. Les arbres du parc de Versailles sont abattus (décembre 1774-mars 1775)[15].
- 17 décembre : effondrement des carrières souterraines de Paris dans la rue d’Enfer, engloutissant les habitations en surface sur plusieurs centaines de mètres[16].
- 25 décembre : déclaration portant que le commerce de la viande sera libre pendant le carême à Paris[17].
- Mise en bouteille de vin jaune par le viticulteur Anatoile Vercel ; trois sont vendues aux enchères en 2018 à Lons-le-Saunier dont une pour la somme de 107 700 €[18]. Il pourrait s'agir des plus vieilles bouteilles de vin encore en circulation au XXIe siècle[18].